# 兵庫県道89号村岡小代線
兵庫県道89号村岡小代線（ひょうごけんどう89ごう むらおかおじろせん）は、兵庫県美方郡香美町村岡区と美方郡香美町小代区を結ぶ県道（主要地方道）である。一二峠（ほいとうげ）越えの道である。

## 概要

### 路線データ
- 起点：美方郡香美町村岡区福岡（兎和野高原口交差点、国道9号交点）
- 終点：美方郡香美町小代区神水（国道482号交点）
- 総延長：約14.290 km

## 歴史
- 1993年（平成5年）5月11日 - 建設省から、県道茅野福岡線の一部・県道萩山福岡線の一部・県道河内美方線の一部が村岡美方線として主要地方道に指定される[1]。

## 地理

### 通過する自治体
- 美方郡香美町

### 交差する道路
| 交差する道路            | 交差する場所   | 交差する場所                  |
| ----------------------- | -------------- | ----------------------------- |
| 国道9号                 | 村岡区福岡     | 兎和野高原口（）交差点 / 起点 |
| 兵庫県道135号村岡竹野線 | 村岡区萩山     |                               |
| 国道482号               | 小代区神水（） | 終点                          |